# Battaglia di Sainte-Foy
La battaglia di Sainte-Foy, a volte chiamata anche battaglia di Quebec, fu combattuta il 28 aprile 1760 nei pressi della città britannica di Quebec nella provincia francese del Canada nel corso della guerra dei sette anni (chiamata guerra franco-indiana negli Stati Uniti d'America). Fu una vittoria dei francesi guidati da François-Gaston de Lévis sui britannici di James Murray. La battaglia fu più sanguinosa della battaglia di Québec del settembre precedente, con 833 morti francesi e 1124 britannici. Fu l'ultima vittoria francese della guerra franco-indiana.
All'inizio i britannici riscossero alcuni successi, ma l'avanzata coprì l'artiglieria, mentre la fanteria fu rallentata dal pantano dovuto allo scioglimento della neve primaverile. La battaglia si trasformò in un combattimento corpo a corpo per due ore. Sempre più soldati francesi si unirono alla mischia, ed i francesi iniziarono ad accerchiare gli inglesi obbligando Murray a comprendere il proprio errore ed a far rientrare di corsa i britannici a Quebec senza i cannoni che Lévis portò nella propria città.

## Contesto storico
La Nuova Francia aveva subito importanti battute d'arresto nelle campagne del 1758 della guerra franco-indiana. La fortezza di Louisbourg fu conquistata con un assedio dai britannici, mentre Fort Duquesne fu abbandonato in mano ad un altro esercito inglese in avanzamento. La situazione peggiorò nel 1759 quando Fort Carillon e Fort Niagara furono conquistati, e la cittadella chiave di Quebec cadde a causa di un prolungato assedio e della battaglia di Québec del 13 settembre 1759. L'esercito francese si riunì a Montréal con il generale François-Gaston de Lévis. Nel frattempo l'esercito inglese, lasciato a Quebec dopo la partenza della flotta alla fine di ottobre 1759, pativa la fame, lo scorbuto ed i disagi del vivere in una città che avevano in gran parte distrutto durante l'assedio.
Nell'aprile 1760 Lévis fece ritorno a Quebec con un esercito di oltre 7000 uomini, comprese le milizie canadesi ed i guerrieri delle Prime nazioni. Sperava di assediare Quebec obbligandola alla resa in primavera, quando ci si aspettava l'arrivo di una flotta francese.
Il generale James Murray, lasciato al comando di Quebec, capì che il suo esercito era troppo limitato per difendere le mura di Quebec, non sistemate dopo la conquista britannica della città. Spostò quindi i suoi 3800 uomini in campo aperto con oltre venti cannoni nello stesso punto occupato da Louis-Joseph de Montcalm durante la battaglia del 1759. Invece di attendere l'avanzata francese, partì lui stesso all'attacco.

## Battaglia

### Forze in campo
Lévis comandò 6910 soldati, compresi 3889 in otto battaglioni regolari. Le Compagnies Franches de la Marine comprendevano altri due battaglioni. Il resto dell'esercito era formato da milizie canadesi e da un pugno di nativi alleati. Di questi circa 5000 e tre cannoni erano presenti sul campo di Sainte-Foy.

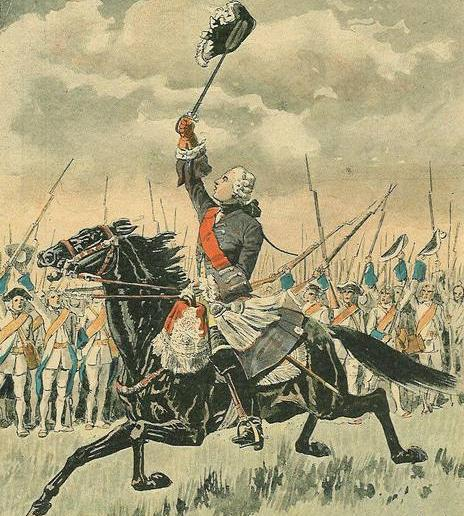
Lévis guida il proprio esercito a Sainte-Foy

I 3886 uomini di Murray erano divisi in dieci battaglioni regolari, un battaglione di fanteria leggera e due compagnie di ranger. Per poter coprire tutto il campo ogni battaglione fu diviso in due ranghi con spazi di un metro tra le file, invece della solita formazione gomito a gomito. Tra i battaglioni c'erano intervalli di quasi 40 metri. La fanteria leggera occupava il fianco destro. In ordine, da destra a sinistra, c'erano il 48º fanteria, il 15º fanteria, il 58º fanteria, il 2º battaglione del 60º fanteria, il 43º fanteria, il 47º fanteria, il 78º fanteria, ed il 28º fanteria. I ranger ed alcuni volontari erano sul fianco sinistro. In riserva dietro il fianco destro c'era il 35º fanteria, mentre il 3º battaglione del 60° formava la riserva del fianco sinistro. La fanteria era sostenuta da 20 cannoni e due obici. Unsergente disse che l'esercito britannico era "un povero pietoso pugno di scheletri mezzo affamati e malati di scorbuto".

### Fianco settentrionale
Vedendo che i francesi stavano ancora dispiegandosi, Murray decise di colpire i nemici prima che fossero pronti. Quando gli inglesi avanzarono Lévis riportò le sue brigate a Sillery Woods. In quel momento l'ala sinistra francese non si era ancora disposta. La fanteria leggera britannica scacciò alcuni granatieri francesi da un mulino a vento sul fianco sinistro. Lanciandosi all'inseguimento, si trovarono ben presto in mezzo ai problemi. L'ala sinistra francese attaccò violentemente disperdendo la fanteria leggera. Murray impegnò il 35° della sua riserva restaurando il fianco destro della linea britannica. L'aspra lotta per il possesso del mulino proseguì.

### Decisione
Il fianco sinistro britannico catturò alcune ridotte, me poi Lévis lanciò un potente contrattacco con l'ala destra. Murray utilizzò anche la sua ultima riserva, il 3/60°, per fermare l'attacco. Spinse in avanti dal centro il 43º fanteria che Levis aveva praticamente ignorato, e lo portò a sostegno dell'ala sinistra. Il fianco sinistro britannico cedette dopo aver subito molte perdite, e la linea collassò da sinistra a destra. In seguito Lévis disse di aver voluto tagliare fuori i britannici da Quebec, ma una disgrazia permise al nemico di fuggire. Invece di portare un attacco diretto come ordinato, una delle brigate poste sulla destra deviò, portandosi in aiuto dell'ala sinistra.
All'inizio dello scontro i molti cannoni inglesi tennero sott'occhio gli assalti francesi alla baia. L'avanzata francese assunse forza quando per i cannoni iniziarono a scarseggiare le munizioni. Quando Murray ordinò alla linea di avanzare, le munizioni si erano impantanate nella neve. I britannici fuggirono ed abbandonarono i cannoni nella ritirata.

## Risultato

### Caduti

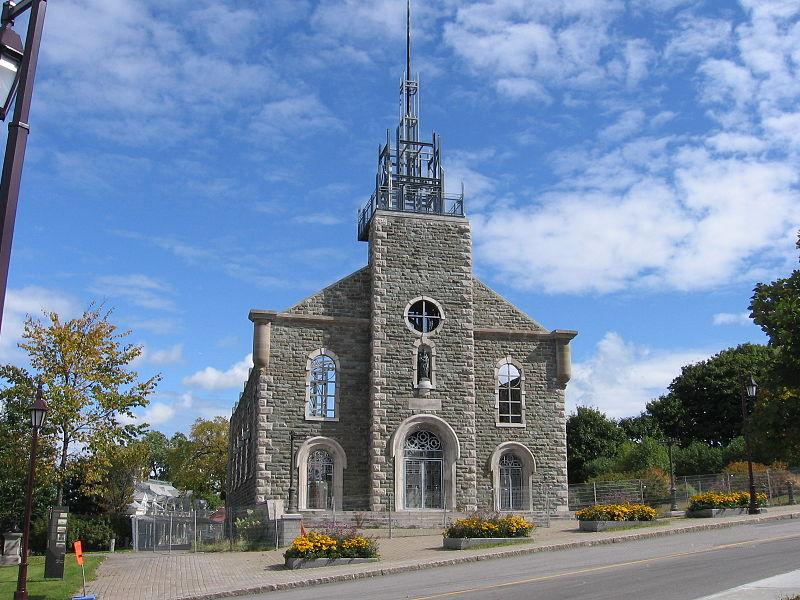
La chiesa di Sainte-Foy commemora questa battaglia

L'esercito britannico subì 292 caduti, 837 feriti e 53 prigionieri, per un totale di 1182 perdite. I francesi persero 833 uomini, tra cui 193 morti e 640 feriti. Il 15º fanteria perse 138 dei 386 soldati che lo componevano, circa il 34% di caduti. Tre quarti degli ufficiali dei Fraser Highlanders (78°) morirono e furono feriti. Questo rende la battaglia di Sainte-Foy una delle più sanguinose mai combattute in territorio canadese.

### Fallimento dell'assedio
Lévis non riuscì però a riconquistare Quebec. I britannici si chiusero deitro le mura cittadine e resistettero al flebile assedio di Lévis fino all'arrivo della marina a maggio. La flotta francese non giunse mai, dato che le speranze navali francesi erano state sgretolate a Quiberon Bay l'autunno precedente, e le poche navi francesi inviate dalla madrepatria furono perse nella baia dei Calori durante la battaglia di Restigouche. Quando la HMS Lowestoffe issò la bandiera mentre giungeva a Quebec, Lévis tolse l'assedio e si ritirò a Montreal, dove si arrese a settembre agli inglesi che giunsero i città da tre direzioni.